# Сражение при Сальте
Сражение при Сальте (исп. Batalla de Salta) произошло 20 февраля 1813 года на равнинах Кастаньярес, к северу от современного аргентинского города Сальта, во время войны за независимость. Северная армия под командованием генерала Мануэля Бельграно во второй раз победила войска роялистов генерала Пио де Тристана после победы в сентябре 1812 года в битве при Тукумане.
Генерал Бельграно воспользовался победой при Тукумане, чтобы усилить свою армию. За четыре месяца он удвоил численность своих войск, улучшил подготовку и дисциплину. Артиллерия, брошенная испанцами, помогла Бельграно восполнить недостаток снаряжения. В начале января он начал медленное наступление в сторону Сальты. 11 февраля на берегу реки Хураменто армия принесла присягу на верность Ассамблее XIII года, которая за несколько дней до этого начала заседания в Буэнос-Айресе, и национальному флагу.
Генерал роялистов Пио де Тристан тем временем укреплял перевал Портесуэло, единственный доступ к Сальте через холмы с юго-востока. Один из офицеров, местный житель, предложил Бельграно провести армию патриотов по тропе, ведущей в обход испанских укреплений. В дождливый день повстанческая армия совершила медленный марш по пересеченной местности, затруднявшей передвижение артиллерии и обоза. 18 февраля она достигла места, где разбили лагерь, в то время как переодетый офицер отправился в город, чтобы разведать позиции, занятые армией Тристана.
Утром 19 февраля, получив сведения разведки, армия патриотов выступила с намерением атаковать вражеские войска на рассвете следующего дня. Пио де Тристан получил известие о наступлении противника и, разместив колонну стрелков на склоне холма Сан-Бернардо, укрепил свой левый фланг, а также расставил там же 10 имевшихся у него артиллерийских орудий.
Утром 20 февраля патриоты атаковали пехотой в центре, колоннами кавалерии с каждого фланга, имея сзади кавалерийский резерв Мартина Доррего. Первая атака была отбита с большими потерями для патриотов. Около полудня Бельграно приказал артиллерии обстрелять противника картечью, а кавалерийскому резерву атаковать позиции в направлении забора, окружавшего город. Тактика оказалась успешной: колонны пехоты прорвали линию противника и вышли на улицы города, перекрыв отступление роялистам, окруженным и прижатым к забору, возведенному как часть укреплений.
2786 человек Тристана капитулировали на следующий день, сдав более 2000 мушкетов, 10 пушек и боеприпасы в обмен на клятву не поднимать оружие против повстанцев, и ушли на север. Безоговорочная капитуляция войск роялистов обеспечила патриотам контроль над большей частью северных территорий бывшего вице-королевства Рио-де-ла-Плата.
Армия Бельграно продолжила наступление на север, в Верхнее Перу, чтобы сражаться с силами роялистов Хоакина де ла Песуэлы, но поражения при Вилькапухио и Айоуме положили конец второй кампании Северной армии.